# Айкибудо
Айкибудо (яп. 合気武道) или айкибудо дзюдзюцу (яп. 合気武道柔術) — современное комплексное боевое искусство, созданное Аланом Флоке (фр. Alain Floquet) в 1980 году во Франции на основе трёх японских школ: Ёсэйкан айкидо, Дайто-рю Айки-дзюдзюцу и Тэнсин Сёдэн Катори Синто Рю (сокращённо — Катори Синто Рю).
Айкибудо, как и его исходные компоненты, относят к «жёстким» школам. Отличия от «мягких» школ проявляются в форме движений, которые в Айкибудо в целом намного короче, проще и более приближены к реальности.
Во Франции Айкибудо эффективно используется в армии и полиции. Основной зал, где проходят занятия Алана Флоке в Париже, находится в Полицейском Управлении и принадлежит Спортивной Ассоциации Полиции Парижа (фр. Association Sportive de la Police de Paris, ASPP).

## Этимология
Происхождение термина восходит к названию своего боевого искусства, данное Морихэем Уэсибой в 1922 году, которое он сменил на айкидо в 1942 году.
Название состоит из четырёх иероглифов, имеющих следующие значения:
- Ай (яп. 合 Ai) — «гармония, объединение, любовь, сострадание»;
- Ки (яп. 気 Ki) — «жизненная энергия, дух, сила»;
- Бу (яп. 武 Bu) — «мужество, храбрость, воинственность»;
- До (яп. 道 Dō) — «путь, дорога, идти».

Чаще всего Айкибудо переводят как: «Путь гармоничного объединения воинского духа и жизненной энергии», «Идти воинским путём в гармонии с жизненной энергией», «Взращивание жизненной энергии путём объединения сострадания и воинственности», «Дух любви на пути воина» или «Дух сострадания на пути воина».

## История
Айкибудо было создано на основе трёх школ боевых искусств: Ёсэйкан айкидо, Дайто-рю Айки-дзюдзюцу и Тэнсин Сёдэн Катори Синто Рю.
Стиль Дайто-рю (яп. 大東流) был основан в XI веке мастером Минамото-но Ёсимицу, выдающимся японским военачальником. К концу своей жизни он был назначен губернатором провинции Каи, где один из его потомков основал знаменитую семью Такэда, которая активно разрабатывала различные боевые приёмы. Самым известным её представителем стал знаменитый полководец Такэда Сингэн.
К концу XIX века (последние годы периода Эдо) завершилась история кровопролитных войн между кланами. Вместе с этим начался процесс разоружения самураев. Тогда господин Сайго Таномо (яп. 西郷頼母, 1830 — 1903), каннуси и самурай, решил обучать своим техникам лиц, не являющихся членами его клана. Одним из них стал Такэда Сокаку, который вернувшись в провинцию Айдзу обучался техникам айки-дзюцу у мастера Таномо. В 1898 году он формализовал всё боевое наследие и назвал его Дайто Рю Дзюдзюцу (яп. 大東流柔術), позже переименованное в Дайто-рю Айки-дзюдзюцу, и, благодаря своему выдающемуся мастерству, широко прославил его.
С 1920 по 1931 год Такэда Сокаку обучал своему искусству Морихэя Уэсиба, который к 1942 году на основе своих знаний в Дайто-рю Айки-дзюцу, дзюдзюцу и кэн-дзюцу формирует новое боевое искусство — Айкидо. С 1922 по 1942 год Уэсиба называл новое боевое искусство айкибудо. В этот период айкибудо в 1931 году на обучение к Морихэю Уэсибе приезжает Минору Мотидзуки, впоследствии сыгравший значительную роль в популяризации айкидо во Франции. В 1951 году он был послан в Европу с официальной культурной миссией. В течение двух с половиной лет он знакомил европейцев с искусством своего учителя и своими наработками, называя это «Айкидо Дзюдзюцу», тем самым способствуя развитию крупнейшего сообщества айкидо за пределами Японии. Среди его учеников был молодой французский дзюдоист Джим Алшейк (фр. Jim Alcheik), который в 1954 году последовал за своим учителем в страну восходящего солнца и продолжил своё обучение в додзё Ёсэйкан (яп.  養正館).
В 1958 году вернувшийся из Японии Джим Алшейк по просьбе Минору Мотидзуки официально представил во Франции Айкидо Ёсэйкан и создал Французскую Федерацию Айкидо, Тайдзюцу и Кэндо (англ. French Federation of Aikido, Taijutsu and Kendo, FFATK). Одним из его помощников становится Алан Флоке (1938 года рождения). В 1962 году во время войны за независимость Алжира Джим Алшейк погибает. Чтобы обеспечить будущее айкидо дзюдзюцу во Франции Алан Флоке связывается с Минору Мотидзуки, который присылает в Париж своего сына Хироо (яп. 望月広雄). На протяжении двух лет Хироо Мотидзуки обучает Флоке. В 1966 году Алан был назначен техническим директором школы Айкидо Ёсэйкан во Франции. В 1973 году он создаёт C.E.R.A. (фр. Centre International de l'Aikibudo, «Международный центр айкибудо»).
В 1978 году мастер Минору Мотидзуки присвоил Алану 7-й дан и титул Кёси тем самым признав его значительные заслуги.
В 1980 году Алан Флоке возобновляет отношения с основной школой и с наследником Дайто-рю Айки-дзюдзюцу Такэда Токимунэ (яп. 武田 時宗), сыном Такэда Сокаку. На основе своих знаний, своего стиля преподавания и практики в таких стилях, как Ёсэйкан айкидо, Катори Синто-рю и Айки-дзюдзюцу, Алан, заручившись полной поддержкой мастера Мотидзцуки, принимает решение создать собственную школу и называет её «Айкибудо».
3 июля 1983 года айкибудо объединяется с айкидо чтобы в качестве совместной дисциплины образовать Французскую Федерацию Айкидо, Айкибудо и Аналогов (фр. Fédération Française Aïkido, Aïkibudo et Affinitaires, F.F.A.A.A.). С тех пор благодаря усилиям мастера Алана Флоке это искусство развивается во всем мире.

## Философия
Айкибудо — это боевое искусство, вобравшее в себя учение древних японских школ боевых искусств. Философия этой боевой системы, исходя из названия, представляет собой поиск смысла бытия методом самосовершенствования и познания на основе постижения боевого искусства. Как и во многих других школах боевых искусств в Айкибудо используется принцип Айки — объединение энергий, единение внутренних способностей человека для достижения совершенства.
В Айкибудо присутствует много движений, направленных на опережение противника, цель которых остановить удар или захват на первой его стадии, когда он не набрал ещё максимальную мощность.
Уважение к целостности партнёра является основополагающим принципом в искусстве Айкибудо.
И нападающий и обороняющийся именуются «партнёрами», а не «противниками». Во время отработки техник участники (нападающий — тори, обороняющийся — укэ) постоянно меняются ролями, благодаря чему на занятиях отсутствуют понятия победителя и побеждённого, и, соответственно, нет конкуренции. Тем не менее, в Айкибудо присутствуют рандори, которые позволяют проводить свободные спарринги для отработки техник, проверки навыков и наработки боевых рефлексов.

## Пояса и ранги
В зависимости от квалификации айкибудоки, ему может быть присвоена ученическая (кю) или мастерская (дан) степень.
Всего в Айкибудо есть 6 кю: самый младший уровень — 6-й кю, самый старший — 1-й кю.
В основном применяются пояса (obi) белого и чёрного цветов, однако могут иметься различия в зависимости от страны и федерации айкибудо. Ношение чёрного пояса и хакамы разрешается только обладателям 1-го дана и выше.
Повышение ранга возможно при помощи сдачи специализированных тестов. Существует программа необходимых технических навыков для каждой из степеней, утверждённая Международной Федераций Айкибудо. Некоторые клубы добавляют к стандартным требованиям собственные дисциплины. Новая степень присваивается аттестационной комиссией, проводящей экзамен. Практиканты, получившие чёрный пояс, именуются юданся (яп. 有段者).

## Техника
Начальная базовая техника айкибудо включает в себя следующие разделы:

### Этикет и приветствия
Как и любая другая школа восточных боевых искусств айкибудо обладает своим набором правил и этикетом. Каждое занятие начинается со следующих шагов:
1. Сэйза — положение сидя на пятках, команда «садитесь»;
2. Сёмэн ни рэй — поклон в направлении сомэн (передняя часть додзё, где установлен портрет основателя школы);
3. Сэнсей ни рэй — поклон сэнсею;
4. Отагай ни рэй — поклон друг другу;
5. Кирицу — команда «подъём».

### Ходзё ундо
Ходзё ундо (яп. 補助運動) — различные тренировочные упражнения. В этих упражнениях развивается правильная работа корпусом с целью обыгрывать усилие партнёра за счет правильного и своевременного выполнения движений туловищем, не используя при этом физической силы. Включает в себя следующие элементы:
- Нигири Каэси — основано на движении освобождения от захвата запястья двумя руками (Риотэ Иппо Дори) с последующим аналогичным захватом руки партнёра;
- Нэдзи Каэси — включает освобождение от замка локтя прямой руки и переход к аналогичному замку руки партнёра поочередно в повторном режиме;
- Оси Каэси — освобождение от сильного захвата Риотэ Дори (захват обоих запястий) за счет мощного толчка в сторону партнёра, сопровождаемого выбросом энергии без перехвата или с перехватом его рук;
- Цуппари — блокирование мощного толчка на уровне груди за счет встречного движения;
- Синоги — отведение прямого удара кулаком в лицо одноименной рукой с последующей атакой той же рукой.

### Тай сабаки
Тай сабаки (яп. 体捌き, «управление телом») — перемещения корпуса. Этот раздел делится на две части: одиночные перемещения и работа с партнёром (входы выведения из равновесия). В одиночных перемещениях главным образом тренируется чувство равновесия и умения контролировать свой центр тяжести в движении. В работе с партнёром необходимо учиться, посредством правильного и своевременного перемещения корпуса, выигрывать у партнёра центр тяжести, и за счет этого, выводить его из равновесия.
Комплекс Тай Сабаки в Айкибудо выглядит следующим образом:
- Нагаси — смещение подворотом в сторону под 45 градусов к линии атаки оппонента;
- Ирими — смещение в сторону-вперед под 45 градусов в параллель к линии атаки оппонента;
- О-ирими — вход с разворотом, в параллель к линии атаки оппонента;
- Хираки — смещение шагом в сторону;
- Хики — смещение назад от оппонента.

### Укэми
Укэми (яп. 受け身) — самостраховочные техники. С самого первого занятия, начинающих айкибудок обучают правильному падению, прежде чем перейти к изучению бросковых техник. Основные виды укэми, изучаемых в айкибудо:
- Маэ укеми — кувырок вперед;
- Усиро Укэми — кувырок назад;
- Ёко Укэми — падение, или кувырок, в бок.

### Ударная техника
Ударная техника в айкибудо изучается как отдельными техниками ударов руками и ногами, так и в форме ката. Удары могут наноситься в различные части тела, поэтому для определения направления используются следующие термины:
- Дзёдан — верхний уровень (верхняя часть тела, лицо);
- Тюдан — средний уровень (обычно область живота);
- Гэдан — нижний уровень (обычно уровень бёдер).

#### Цуки ваза
Цуки ваза (яп. 突き技) — ударная техника руками. Включает в себя:
- Тёку цуки — прямой удар рукой;
- Коси цуки — прямой удар кулаком (или мечом) из обратной стойки с ярко выраженным движением бёдер;
- Хики цуки — тычковый удар кулаком (или ножом) с движением бёдер в противоположную сторону;
- Дзюн ути — обратный рубящий удар кулаком;
- Хинэри ути — удар локтем со скручиванием сустава;
- Гяку цуки — обратный рубящий удар кулаком с поворотом бёдер в противоположную сторону;
- Омотэ ёко мэн ути — боковой рубящий удар, который наносится со стороны лица партнёра, то есть изнутри;
- Ура ёко мэн ути — обратный боковой рубящий удар.

#### Гэри ваза
Гэри ваза (яп. 蹴り技) — ударная техника ногами. При выполнении ударов ногами необходимо уделять большое внимание положению равновесия, так как во время удара ногой опорой является только одна нога. И также как в ударах руками нужно учиться вкладывать массу тела в удар.
- Маэ Гэри — прямой удар ногой;
- Маваси гэри — круговой удар ногой;
- Ура маваси гэри — обратный круговой удар ногой;
- Ёко гэри — боковой удар ногой;
- Усиро гэри — удар ногой назад;
- Хицуи гэри — удар коленом;
- Хидза гэри — удар коленом в голову после захвата.

#### Ката
В айкибудо существует три ударных ката:
- Цуки ути но ката — комплекс ударных техник руками;
- Хаппокэн ката — комплекс ударных техник руками в восьми направлениях (happō — «восемь»);
- Гэри гохо но ката — комплекс ударных техник ногами в пяти направлениях (goho — «пять направлений»).

### Тэ ходоки
Тэ ходоки (яп. 手解き) — освобождение от захватов. В айкибудо изучаются следующие техники захватов:
- Дзюнтэ дори — захват запястья снаружи разноимённой рукой;
- Досокутэ дори — захват запястья изнутри одноимённой рукой;
- Гякутэ дори — захват запястья изнутри разноимённой рукой;
- Рётэ дори — захват обоих запястий снаружи;
- Рётэ иппо дори — захват запястья двумя руками;
- Содэ дори — захват рукава выше локтя;
- Риосодэ дори — захват двумя руками за рукава у локтевого сгиба;
- Маэ эри дори — захват за отворот куртки;
- Муна дори — захват двух отворотов куртки одной рукой;
- Усира риотэ дори — захват обеих рук снаружи (руки близко);
- Усиро уватэ дори — обхват поверх рук;
- Усиро ситатэ дори — обхват под руками;
- Усира эри дори — захват воротника одной рукой;
- Усира кататэ дори эри симэ — удушающий захват с одновременным замком локтя вытянутой руки.

### Кихон Осаэ Ваза
Кихон осае ваза (яп. 基本抑え技) — базовая техника контроля и удержания. В этом разделе собраны основные принципы удержаний оппонента. Кихон осае ваза представляет собой комплекс из 6 базовых техник, предназначенных для опрокидывания противника на пол и его обездвиживания при помощи захвата сустава, выполняемых поочередно в форме парного ката.
- Усиро Хидзи Кудаки — «разбивание локтя», выворачивание локтевого сустава;
- Робусэ — излом локтя;
- Котэ Кудаки — излом запястий;
- Юки Тигаэ — «пересечь, не встречаясь», излом предплечья;
- Сихо Нагэ — излом запястий в четырёх направлениях;
- Мукаэ Даоси — бросок назад с разворотом головы противника в свою сторону.

### Кихон наге ваза
Кихон наге ваза (яп. 基本投げ技) — комплекс из 7 техник базовых бросков, выполняемых партнёрами по очереди с одной и с другой руки строго по линии в форме ката:
- Мукаэ Даоси — «бросок со встречным входом», то есть назад с разворотом головы противника в свою сторону;
- Сихо Нагэ — бросок загибом руки противника назад с воздействием одновременно на плечевой, локтевой суставы и кисть;
- Юки Тигаэ — бросок при помощи излома предплечья;
- Котэ Гаэси — бросок переворотом с использованием кисти;
- Тэмбин Нагэ — бросок болевым воздействием на локоть;
- Хати Маваси — бросок назад при помощи разворота головы противника по отношению к его телу;
- Коси Нагэ — бросок через бедро.

### Ва но сэйсин
Ва но сэйсин (яп. 和 の 精神, «божественная энергия») подразумевает идеальное взаимодействие партнёров. Здесь тренируется чистое движение без физической силы и болевых воздействий. Требует очень большого внимания обоих партнёров при выполнении движения.

### Рандори
Рандори — свободный поединок, спарринг. В разделе рандори тренируется свободное владение техниками Айкибудо в различных ситуациях против одного или нескольких партнёров как невооруженных, так и с оружием.
По количеству партнёров:
- Дзю но Рандори — «мягкое рандори», один против одного;
- Футари но Рандори — один против двоих;
- Таниндзу но Раднори — один против нескольких.

По техническому исполнению:
- Буки Дори Рандори и Эмоно Дори Рандори — рандори против вооружённых партнёров;
- Дзию но Раднори — рандори в свободном стиле ;
- Футари Дори Рандори — рандори от двойного захвата (одновременный захват двумя оппонентами);
- Го но Рандори — рандори после состоявшейся атаки;
- Иппон Дори Рандори — рандори один против одного оппонента (от хватов);
- Какари Рандори — один партнёр атакует непрерывно, другой обороняется.

### Дайто-рю Айки-дзюдзюцу
В экзаменационную программу Айкибудо включен первый раздел техник древней школы Дайто-рю Айки-дзюдзюцу. Парное ката из 10 элементов Икадзэ Идори, выполняемое на коленях (Сувари Вадза). Программа на первый дан включает половину (первые 5 элементов) этого ката.

## Оружие
Программа айкибудо включает в себя обучение работе с различными видами оружия, сгруппированным под термином кобудо. Большинство из них является наследием школы Катори Синто Рю.
Практика айкибудо включает в себя работу со следующими видами оружия:
- Длинный меч (боккэн, катана, иайто);
- Короткий меч (кодати, вакидзаси, бо-кодати);
- Совместное применение двух мечей (ryoto);
- Палка (бо, тонфа);
- Кинжал (танто);
- Копьё (яри);
- Глефа (нагината).

## Интересные факты
- В книге Алана Флоке «Айкибудо», это слово используется не только как название школы, но и очень узко — как название одноимённого раздела. Встречается также и широкое использование в качестве синонима слова Айки-дзюцу, то есть по отношению также и к школе Дайто-рю, но не по отношению к школам айкидо (с пояснением, что хотя словом айкибудо, во Франции нередко называют также и айкидо, подобное использование термина является неправильным).